# 빌 레임비어
윌리엄 "빌" 램비어 주니어(William "Bill" Laimbeer Jr., 영어 발음: /læmˈbɪər/, 1957년 5월 18일 ~ )는 은퇴한 미국의 농구 선수이며, 디트로이트 피스턴스의 2회 우승(1989-90)을 경험하였다. 2002년부터 2008년까지 WNBA 디토로이트 쇼크의 감독을 맡으면서 3회의 우승(2003, 2006, 2008)을 이끌었다. 현재 라스베이거스 에이시스의 총감독을 맡고 있다.

## 어린 시절
보스턴에서 태어나 시카고의 외곽 클래런던 힐스로 이주하여 자라온 레임비어는 남가주의 팔로스 고등학교와 노트르담 대학에서 수학하였다. 시드와 마티 크로프트 TV 쇼 《Land of Lost》에서 슬리스택(Sleestak) 인물들 중의 한 역을 맡았다.

## 선수 경력
1979년 클리블랜드 캐벌리어스에 의하여 신인 선수로 선택된 레임비어는 이탈리아에서 1년간 활약하다가 1980년 다시 캐벌리어스로 돌아왔다. 1982년 2월 26일 디트로이트 피스턴스로 이적되어 나머지 경력을 거기서 보냈다. 그의 선수 경력 시절에 레임비어는 NBA에서 가장 유명했던 선수들 중의 하나였다. 레이비어는 자신의 강력한 파울로 선수들과 팬들을 대항하면서 경멸을 당하기로 알려졌다. 대중의 전망에서 육체적 활동으로 자신의 실력을 보호하면서 평판을 얻은 경향이 있다.
그는 또한 비스티 보이스의 1994년 앨범 《Ill Communication》의 트랙 "Tough Guy"에서 비평적 주제이기도 하였다. 레임비어는 자신 시대의 최고 아웃사이드 슈팅 센터들 중의 하나로 자신의 경력 200개 이상의 3점 슛을 유출시키고 가드 아이제이아 토머스와 조 듀마스와 함께 뛰어난 스틸에 능가하였다. 당시 총감독 척 데일리는 레임비어가 바스켓으로 굴리기 보다 주변으로 사라지는 것에 의하여 그의 실력을 이용하였다. 4회의 올스타 경기(1983, 1984, 1985, 1987)에 선정되어 리바운드와 프리스로의 최고 퍼센트를 몇번 완료하여 1985-86 시즌에서 리바운드 타이틀을 우승하였다. 1989년과 1990년 피스톤즈의 2회 우승을 경험하였다.
레임비어와 그의 피스톤즈 동료들은 NBA의 전설적 선수들 매직 존슨, 래리 버드, 마이클 조던에 플레이오프에서 승리한 기록을 가진 단독 선수들이었다.
모두 함께 레임비어는 NBA의 14개 시즌에서 보내면서, 그중 12개는 피스톤즈에 소속되어 있었다. 그는 리그 역사에서 10,000개 이상의 득점과 10,000개 이상의 리바운드를 축적한 19번째의 선수였다. 최고의 디펜시브 플레이어로 알려지면서 1982년부터 1990년까지 아무도 그 이상의 디펜시브 리바운드를 합계하지 못하였다. 그의 685개 연속점 경기들의 경향은 리그 역사상 5번째의 장기적 경기였다. 1993-94 시즌에 36세의 나이로 은퇴하였으며, 그의 40번 저지는 피스톤즈의 영구 결번이 되었다.

## 이후의 생활
1994년 레임비어와 그의 아버지 윌리엄 1세는 디트로이트의 외곽 멜빈데일에 골판지 상자를 생산하는 레임비어 패키지 회사를 함께 설립하였다. 그 회사는 1990년대 후반을 통하여 애써 나아갔으며 2002년 초순에 폐문하였다.
그의 아버지는 오언스-일리노이 주식회사의 등급 총장이었으며, 레임비어는 NBA 선수들 중 자기 아버지보다 적은 돈을 벌었기로 알려진 단 하나였다. 선수 생활에서 은퇴한 그는 방송 시사해설자로서 피스톤즈에 자신의 기반을 유지하였다.
2002년 WNBA 시즌 중반에 레임비어는 디토로이트 쇼크의 총감독이 되었다. 1년 후에 그는 첫 우승으로 특권을 이끌어 올해의 감독으로 임명되었다. 2006년 9월 9일에는 새크라멘토 모나크스를 5개의 경기에서 물리치고 또 하나의 우승을 이끌었고, 2년 후에도 3회 우승하였다.
그는 NBA에서 하루 감독의 가능점을 이야기하였다. 뉴욕 닉스의 전 감독이자 그의 전 피스턴스 동료 아이자이어 토머스는 한번 레임비어를 가능성으로 숙고하였다. 피스턴스의 총장이었던 조 듀마스는 전 미네소타 팀버울브스의 총감독을 고용하기 전에 레임비어의 가능성을 숙고하였다고 한다. 그는 2003년 ESPN의 스튜디오 해설자를 지내기도 하였다.
그는 2007년 라스베이거스에서 열린 NBA 올스타 주말에서 피스턴스의 챈시 빌럽스와 쇼크의 스윈 캐쉬와 함께 슈팅 스타 경연 대회를 우승하였다. 2009년 2월에는 애런 애플랄로와 케이티 스미스와 함께 경연을 우승하였다.
2009년 6월 15일 디트로이트 쇼크의 총감독 직을 사임하였고, NBA의 총감독이 되는 길을 생각하였다. NBA 총감독의 안정을 찾지 못하였어도 같은 해에 레임비어는 미네소타 팀버울브스의 조감독으로 받아들여졌다.
2012년 레임비어는 뉴욕 리버티의 총감독과 총지배인이 되는 데 WNBA로 복귀하여 존 화이즈넌트를 대체하였다. 그는 빠르게 자신의 싸움 좋아하는 방향들로 돌아와 미네소타 링크스가 리버티를 쉽게 꺾은 경기로 들어가 늦게 경기를 가진 것에 링크스의 선수 마야 무어가 다쳐야 한다고 말한 것에 벌금을 뽑았다.
2014년 10월 14일 리버티는 2개의 시즌 후에 레임비어와 방향을 갈랐으나 그는 이듬해 1월 8일 리버티의 총감독으로서 사임하였다. 2017년 10월 17일 딩시 이름나지 않은 라스베이거스 에이시스는 레임비어를 총감독과 농구 운영의 회장으로서 선언하였다.